# Macrocneme adonis
Macrocneme adonis là một loài bướm đêm thuộc phân họ Arctiinae, họ Erebidae.